# Дом, в котором жил Шевченко
Дом, в котором жил Шевченко — историческое здание Оренбурга. В этом доме в 1849 году жил украинский поэт Т. Г. Шевченко в ссылке. В начале 2016 года снесён, на его месте организована парковка для клиентов банка «Русь». По факту незаконного сноса возбуждено уголовное дело..

## История
Известно, что в 1847 году дом принадлежал коллежскому асессору Кутину. Здесь в этот период проживал чиновник оренбургской Пограничной комиссии Федор Матвеевич Лазаревский, к которому во время ссылки в 1847—1850 годах несколько раз приходил украинский поэт Т. Г. Шевченко.

## Реакция украинских властей на снос
24 февраля 2016 года министр культуры Украины Вячеслав Кириленко опубликовал информацию о сносе в своем твиттере, а также сообщил на заседании кабмина Украины..
Премьер-министр Украины Арсений Яценюк призвал МИД обратиться в ЮНЕСКО в связи с данным инцидентом.